# أوي بيكر
أوي بيكر (بالألمانية: Uwe Becker)‏ هو منافس ألعاب قوى ألماني، ولد في 10 ديسمبر 1955 في Rosche ‏ في ألمانيا.

## وصلات خارجية
- أوي بيكر على موقع الاتحاد الدولي لألعاب القوى (الإنجليزية)
- أوي بيكر على موقع أوليمبيديا (الإنجليزية)